# Estádio Guillermo Briceño Rosamedina
O Estádio Guillermo Briceño Rosamedina é um estádio localizado na cidade de Juliaca, no Peru.
Foi criado em 1966 com os tribunos do oeste e leste pela direção do deputado do departamento de Puno Sr. Guillermo Briceño Rosamedina e tinha capacidade para 5.000 espectadores. Em 1990, a construção das arquibancadas sul e norte foi concluída pelo Município Provincial de San Román; a execução da infra-estrutura foi concluída em 1995, atingindo 10.250 espectadores.
É a casa do clube de futebol Binacional e se localiza a 3.825 metros acima do nível do mar, figurando na 4ª posição entre os estádios de futebol de maior altitude do mundo.